# Metro (canal de televisión)
Metro es un canal de televisión por suscripción argentino, propiedad del Grupo Clarín. Su programación consiste en producciones independientes de temática generalista, que abarcan diversos temas: salud, economía, política, deportes, viajes, tecnología, agro, etc. El canal posee diversos programas de televenta y así como repeticiones de sus canales hermanos.
Metro pertenece al Grupo Clarín, y es operado a través de Arte Radiotelevisivo Argentino (Artear), subsidiaria del mismo grupo multimedios.
Resurgió en 2006, luego de la desaparición de los canales Plus Satelital y Política y Economía, ya que la mayoría de sus programas fueron movidos a esta señal.